# Herlufsholm

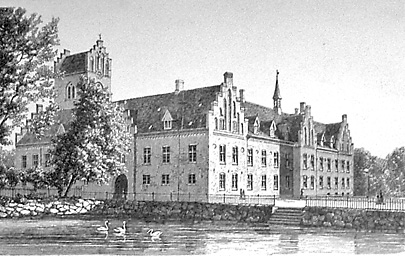
Herlufsholm i slutet av 1800-talet

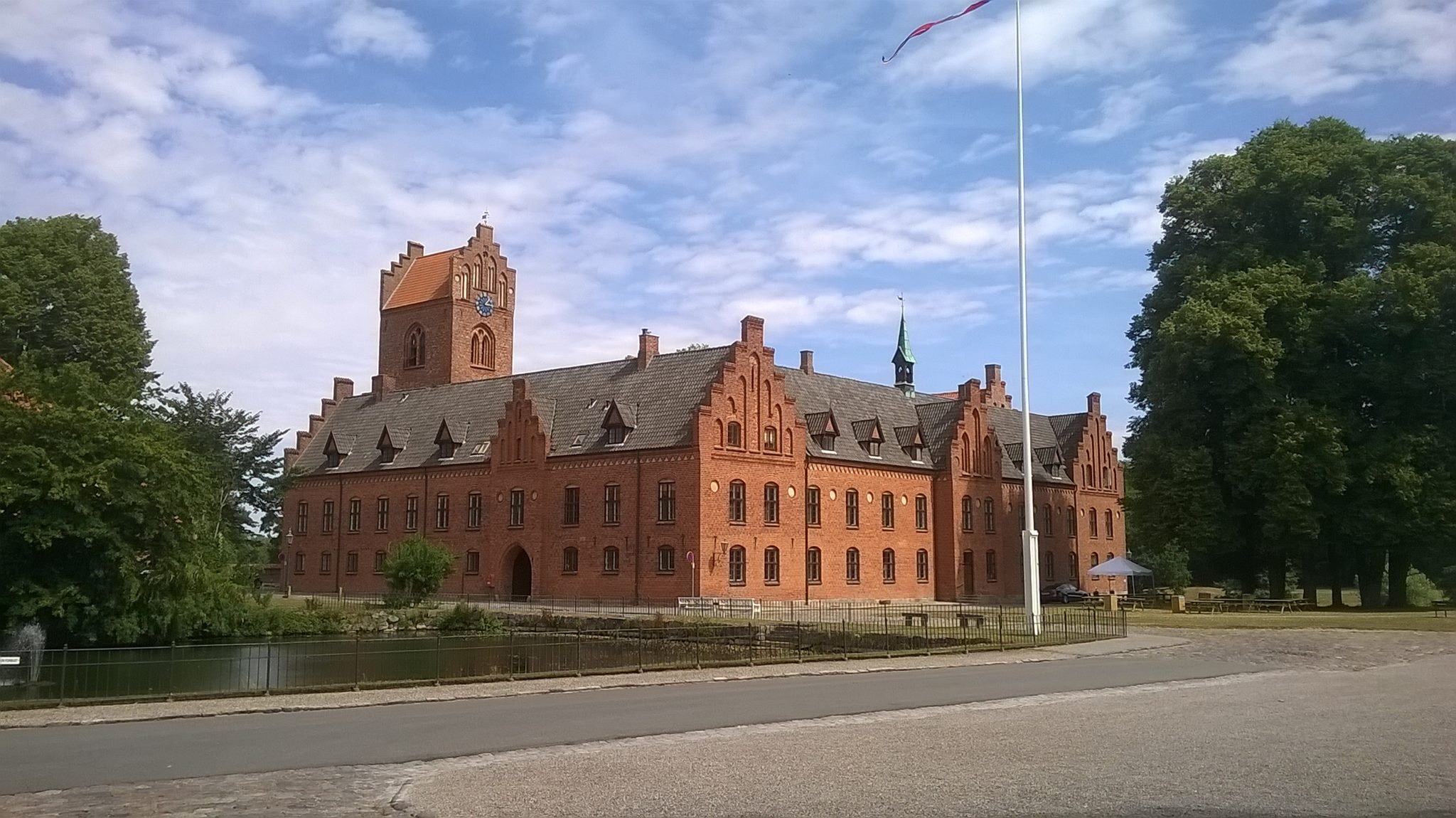
Herlufsholm idag.

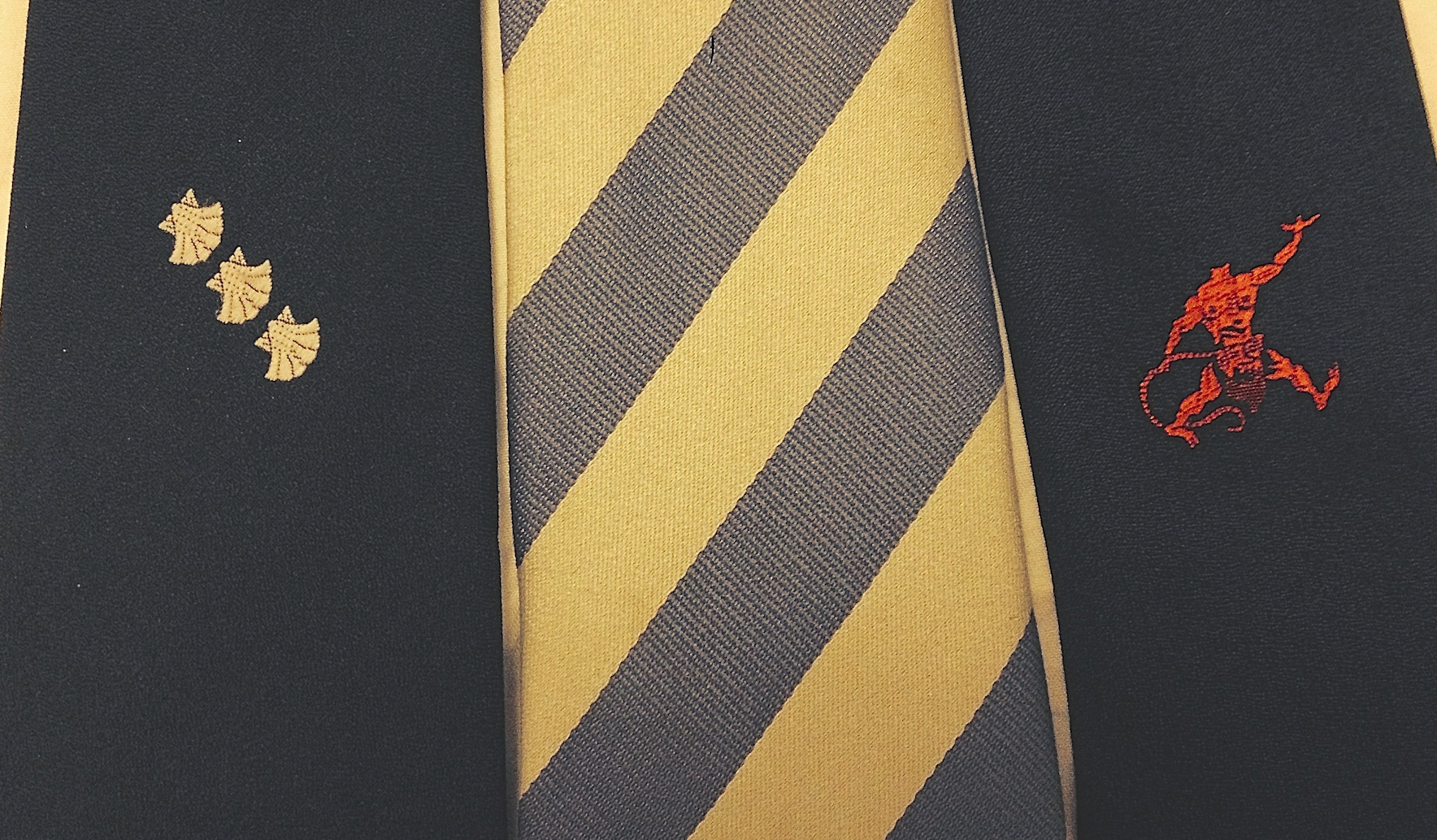
Skolslipsar.

Herlufsholm en internatskola i Danmark grundad 1565 av den skånske amiralen Herluf Trolle och hans hustru Birgitte Gøye. Skolan har cirka 650 elever i åldrarna 12-19 år, varav 250 internatelever, och runt 80 anställda för skolåret 2015/2016. Skolan erbjuder utbildning både enligt internationell IB läroplan, International Baccalaureate, och enligt dansk läroplan. Skolan tar ut elevavgifter för att finansiera undervisningen. 2015 var elevavgiften per fullt kalenderår:  
6-10 klass: 148 200 DKK för internatelever och 50 300 för DKK externatelever. Klasserna motsvarande svenskt gymnasium: cirka 150 000 DKK för internatelever och 50 000 DKK för externatelever. International Baccalaureate, IB: från 182 000 DKK för internatelever och 84 000 DKK för externatelever.
Herlufsholm ligger i Næstved, Danmark och har fått mycket förärat från naturens sida: Byggnaden ligger vid en å, Susåen, där den är omgiven av skog och mark. Här upprättade stormannen Peder Bodilsen år 1135 ett benediktinerkloster, Skovkloster. Efter reformationen övertog kungen Skovkloster, och efter ett ägarskifte med det dåvarande Frederiksborg slott övertog Herluf Trolle och Birgitte Gøye klostret och ändrade namnet till Herlufsholm år 1560. De upprättade Herlufsholm som skola år 1565. Herlufsholm Gods är på 1132 hektar.

## Byggnaderna
Herlufsholms kyrka byggdes cirka 1200, och trots en rad ombyggnationer finns rester av den äldsta kyrkan; även munkcellerna från 1300-talet är bevarade. Klostret ligger på samma plats som det ursprungliga, även om de nuvarande byggnaderna byggdes under perioden 1867-70 och tecknades av arkitekten Hermann Baagøe Storck. På skolans område ligger därutöver flera andra byggnader, som även de är flera hundra år gamla. Utöver de gamla byggnaderna finns även några rester av Riis-bryggerierna. På klostergården kan man ännu se fundamentet från de äldsta byggnaderna.